# Székely Nemzeti Tanács (1918)

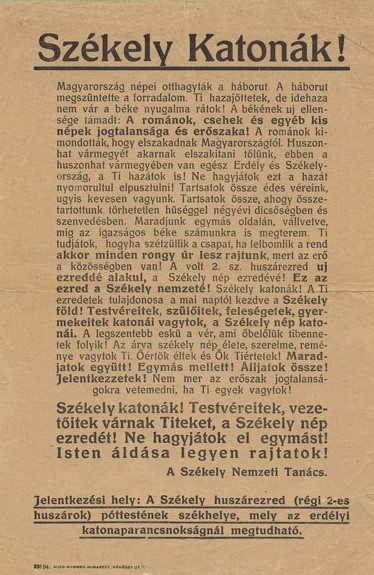
A Székely Nemzeti Tanács Kiáltványa

A Székely Nemzeti Tanács társadalmi szervezet az első világháborút követően, a székelyek védelmében, illetve a független Székely Köztársaság megalapításáért.

## Megalakulása és célja
1918. november 9-én Budapesten dr. Jancsó Benedek gimnáziumi igazgató-egyetemi tanár, Sebess Dénes, dr. Ugron Gábor volt belügyminiszter és dr. Urmánczy Nándor képviselő elnöklete alatt megalakult a Székely Nemzeti Tanács. Az alakulás két célból jött létre: társadalmi szervezetként, amely a kormányra, a társadalomra hatást akart gyakorolni a területi integritásra, és főleg Erdély megvédésére, valamint külföldi propagandát akart indítani Erdély érdekében. A megválasztott vezetőség: Györffy Gyula elnök, alelnökök: Lázár Lajos, Józan Miklós, Gál Sándor.

## Kezdetek
E programmal az SZNT egész Magyarország létérdekét szolgálta. A Tanács az anyagi erők megszervezéséről gondoskodott, szervezetet létesített, hogy az erdélyi helyzetet pontosan ismerhessék. Néhány tagja vezetésével gyűjtési akcióba kezdtek, hogy a Budapestre érkezett székely katonákat kellő fegyverekkel, ruházattal és élelemmel elássa. Sajnos sok begyűjtött tüzérségi fegyvert és ruhát a budapesti állomásokon „ellopkodták”.

## További vezető tisztségviselők
Az alapító gyűlés után többen is bekapcsolódtak a Tanács munkálataiban. Így Bethlen Gábor képviselő társelnöki tisztséget kapott, a székelyföldi törvényhatóságok meghívottjai és más politikai személyek is helyet kaptak tanácstagként. Ezek közül: dr. Salamon Rezső ügyvéd, dr. Király Aladár Marostordaról, Földes Ferenc iskolaigazgató Székelyudvarhelyről, dr. Balás Elek ügyvéd Csíkszeredából, dr. Szenner József főispán, dr. Balás Gábor ügyvéd Gyergyószentmiklósról. A Tanács főtitkára dr. Rozsnyay Dávid, míg a titkári teendőkre dr. Fazekas Endrét választották meg. A Tanács előadója nagybaconi Nagy Vilmos százados volt (későbbi honvédelmi miniszter), a kormány közötti kapcsolatfenntartó pedig Ugron Gábor. Az SZNT elnökei 1918–1919 között dr. Györffy Gyula, Nagy László, őt követte Sándor József, Jancsó Benedek és Ugron Gábor.

## Politikája és a Székely Köztársaság terve
1918. november 17-én a SZNT nagygyűlést tartott, ahol megvitatták és elfogadták Paál Árpád, a székelyudvarhelyi SZNT elnökének a javaslatát, miszerint ha a kormány politikája nem tudja megtartani az állami egységet, akkor: 1. a magyar–román együttélés a wilsoni elvek alapján kantonális rendszerben biztosítassék, 2. ahol a székelység összefüggő többséget alkot, ott – nemzetközi garanciák mellett – „független, szabad és szuverén köztársaságot alkothasson”, 3. kérik a Magyar Köztársaság támogatását az államalakulat létrehozásában és abban, hogy biztosítassék számára képviselet a békekonferencián. 
Amikor közismertté vált, hogy a belgrádi fegyverszüneti tárgyalásokon született megállapodás értelmében a román hadseregnek lehetősége nyílt a Marosig előnyomulni, megszületett az önálló Székely Köztársaság terve.
Eszerint a Székelyföld önálló kis államot alkotott volna úgy, hogy mégis néhány vonatkozásban Magyarországhoz tartozzék. Azok, akik az önálló Székely Köztársaság gondolatát felvetették, a Wilson elnök által meghirdetett népek önrendelkezési elvére hivatkoztak. A terv megvalósítására azonban nem volt elegendő idő.
Bethlen István kezdeményezésére 1918. november 19-én létrejött egy előkészítő bizottság az Erdélyi Székely Nemzeti Tanács megalakítására, illetve a november 28-ra Marosvásárhelyre hirdetett Székely Nagygyűlés megszervezésére.
Az Erdélyi Nemzeti Tanács és annak elnöke, a Károlyi-párti Antalffy Endre erőteljesen tiltakoztak, és ezután november 22-én a feszültség feloldása érdekében az SZNT-vezetőség összeült és megegyezett Antalffyékkal.
December 5-re a Tanács azonnali gyűlést hívott össze, ahol a december 1-jei gyulafehérvári gyűlés megvitatása is sor került. E gyűlésen többek között beszédet mondott Barabás Samu kolozsvári esperes, aki többek között Apáthy István tehetetlenségéről számol be, majd a Magyar Nemzeti Tanácsot bírálja, amiért az erdélyi románságot fegyverekkel, munícióval látja el és az állami pénztárból pénzt ad nekik, bírálta az Erdélyi Nemzeti Tanácsot, amely a legképtelenebb intézkedéseket teszi.
1919 januárjában az önálló Erdélyi Köztársaság eszméjét Paál, mint helyettes alispán és a Székely Nemzeti Tanács tagja a román kormányzótanács miniszterével, Romulus Boilăval folytatott tárgyalásokon is felvetette. Boila ezt ideális megoldásnak nevezte, de sajnálattal közölte, hogy a gyulafehérvári nemzetgyűlés határozata már ezen az eszmén túlmenő megoldást létesített, melyhez az Antant is hozzájárult. Január 4-re Paál több politikussal megállapodott már a köztársaság ügyében: a fegyverszüneti szerződés és a megszállás elismerése mellett akarták kikiáltani az önálló független székely államot. Ez gazdasági szövetségre lépett volna a helyi nemzetekkel és több európai állammal akik protektorátusát kérték volna.

## Kapcsolat a Székely Hadosztállyal
1919. január 5-én egy küldöttség ment Csíkszeredába azzal, hogy a köztársaság békés kikiáltására január 10-én kerüljön sor. Január 9-én azonban Paál Árpádot letartóztatták és házi őrizetbe vették.
Három hónapi önfeláldozó munka után sikerült a SZNT-nek a székely hadosztályt felszerelnie. Urmánczy Nándor naplójában leírja, hogy ő személyesen több barátját és ismerősét kérte fel a székely hadosztály segítésére, újságokba adott fel hirdetéseket, így nagyon sokan eleget tettek e kérésnek, ugyanakkor Urmánczy több politikai személyt, képviselőtársát kérte fel hivatalosan is a parlament felszólásaiban hogy lehetőségeikhez képest tegyenek eleget ez ügyben.
1919 márciusában a vörös uralom beálltával a Székely Nemzeti Tanács, mint nemzeti és nemzetvédő szervezet, célját tovább nem tudta teljesíteni, és habár ez soha nem oszlott fel, gyűlést nem tartottak.